# Saint Médéric
Pour les articles homonymes, voir Médéric.
Médéric (en latin : Medericus), aussi connu sous les formes courtes Merri ou Merry, est un moine ermite né dans le Morvan près d'Autun et décédé à Paris le 29 août 700. L'église Saint-Merry a été placée sous son vocable.

## Biographie
Né dans une famille illustre de l'Autunois, il fut offert à l'âge de 13 ans comme oblat à l'abbaye de Saint-Martin d'Autun. Il y reçoit une éducation de prières, d'obéissance et de chasteté. L'oblat couronné de fleurs, double symbole de l'innocence et du sacrifice, était conduit à l'église entouré de ses proches et de leurs amis. Les religieux assemblés au chœur priaient pour celui que leur adoption allait initier aux labeurs et aux joies d'une nouvelle famille. Le célébrant commençait l'office divin et appelait sur sa tête la grâce du Christ. Après l'évangile, l'oblat s'approchait de l'autel portant une hostie et un calice avec un peu de vin que le prêtre recevait comme des arrhes au Seigneur. Son père ou ses parents enveloppaient sa main et son offrande dans la garniture de la nappe de l'autel, que l'on étendait sur lui en signe d'adoption par l'Église. Après avoir prévenu l'enfant des austérités de la vie monastique, il lui lisait la règle de saint Benoît et les parents s'engageaient pour lui. On rasait sa chevelure et il revêtait la cuculle des moines. Il n'avait plus droit à l'héritage paternel. Vers l'âge de 15 ans, il était admis à faire profession. Les parents fortunés faisaient une offrande au monastère.
Médéric étonna la cinquantaine de ses condisciples par l'observance d'une discipline rigoureuse. Du pain d'orge trempé dans l'eau était sa seule nourriture, qu'il ne prenait que deux fois par semaine. Les yeux toujours fixés sur le crucifix, il portait un cilice sous sa bure. Il vécut ainsi pendant plusieurs années, se cachant des autres moines. Mais sa réputation de sainteté dépassa les portes du couvent et la célébrité vint le chercher au fond du cloître.
Héroald, abbé de Saint-Martin, étant décédé vers 680, c'est tout naturellement que les frères l'élurent, suivant les conseils de l'évêque d'Autun, Hermenarius, qui leur recommanda de choisir un pasteur capable « de sauver le troupeau du Christ de la dent du loup ». Après trois jours de jeûne les moines s'assemblèrent à l'église, chantèrent la messe du Saint-Esprit, entonnèrent le Veni Creator et procédèrent à l'élection de leur abbé en désignant Médéric à l'unanimité. La foule accourut au monastère. L'évêque, en l'entendant proclamé du haut de l'ambon, s'adressa au nouvel abbé : « Flambeau du Christ, vase d'élection du trésor divin, reçois la mesure dispensatoire du Dieu éternel pour nourrir les troupeaux du Créateur. Instruis-les par tes conseils et tes préceptes et mérites d'entendre ces paroles du Juge miséricordieux : " Ô bon fidèle serviteur, parce que tu as été fidèle en peu de choses, je t'établirai sur beaucoup d'autres, entre dans la joie de ton Seigneur " » (Mt 25.11).
Plus on l'élevait plus il s'effaçait. Cette nouvelle vie ne tarda pas à lui peser. Ses nombreux miracles attiraient les foules. Ne trouvant plus en ces lieux la paix et la communion profonde avec Dieu, Médéric décida de se retirer dans la solitude de la forêt morvandelle pour être enfin seul avec Dieu. Il y bâtit une cellule à quelque distance d'Autun mais ce secret fut vite percé car les moines, plongés dans la tristesse par sa disparition, partirent à sa recherche. Médéric ne voulant pas les suivre, ceux-ci demandèrent à l'évêque qui, le menaçant d'excommunication, parvint à le faire rentrer au monastère.
Parmi ses religieux, le jeune moine Frodulphe, dit aussi saint Frou, était proche du maître qui l'avait tenu sur les fonts baptismaux et avait fait son éducation pour l'élever aux plus hauts degrés de la perfection. Frodulphe, épris de solitude comme son maître, lui proposa un pèlerinage au tombeau de saint Denis et de saint Germain, leur compatriote, abbé de l'abbaye de Saint-Symphorien d'Autun avant de devenir évêque de Paris. 
Les deux moines prirent la route de Paris et chemin faisant ils multiplièrent les miracles. Médéric vieillissant eut beaucoup de mal à faire ce voyage à pied, et tomba malade en arrivant à la collégiale Saint-Martin de Champeaux, près de Melun où ils s'arrêtèrent pour plusieurs mois. Les deux hommes passèrent de longues heures en prière dans l'église. Ils allaient parfois jusqu'à Melun exercer la charité ; en entendant des prisonniers geindre du fond de leur cachot, Médéric ému laissa parler son cœur et demanda à Dieu leur délivrance. Les portes de la prison s'ouvrirent d'elles-mêmes. Sa guérison tardant, il quitta le monastère de Champeaux. Les populations vinrent lui faire moult cadeaux qu'il s'empressa de distribuer aux pauvres.
À mi-chemin de Paris, il guérit de la fièvre un pauvre homme répondant au prénom d'Ursus. Une femme prénommée Bénédicte recouvra la santé grâce à son intercession. Arrivé à Bonneuil-sur-Marne où il apprend que deux voleurs étaient dans les fers, il demande à Dieu d'obtenir la libération des deux hommes. Du côté de Charenton-le-Pont, il délivra un autre malfaiteur qui avait rompu le pont. Il fut de nouveau contraint de s'arrêter par la fatigue. C'est dans ce lieu inhabité que fut dressé une chapelle pour honorer son souvenir, et que quelques maisons se groupèrent autour de l'édifice qui fut à l'origine du village de Saint-Méry, au diocèse de Paris. Ils continuèrent leur route pour se rendre au tombeau de saint Denis et firent halte à Thomery.
Médéric arriva à Paris. C'est près de l'oratoire Saint-Pierre-des-Bois située sur la rive droite dans le prolongement de la via Superior — de ce qui deviendra la rue Saint-Martin — qu'il trouva refuge dans un  ermitage ouvert jour et nuit aux prières des passants. C'est à cet endroit, entouré de marais inondables, qu'il y reposa son corps brisé par la fatigue et la maladie. Là, vivant en reclus, il y servit Dieu pendant deux années et neuf mois après avoir accompli avec joie le but de son pèlerinage et s'être agenouillé à Saint-Germain-des-Prés au tombeau de l'illustre abbé de l'abbaye de Saint-Symphorien d'Autun.
Sentant venir sa fin prochaine, il s'éteignit le 29 août 700 dans la paix entouré de plusieurs de ses disciples. Il fut enseveli à l'oratoire Saint-Pierre. Son tombeau fut l'objet d'une véritable vénération tant les miracles avaient lieu et Charles le Chauve y établit un culte en son honneur. Thibert, prêtre en 884, sollicita Gozlin, évêque de Paris, pour mettre à l'honneur ses restes et les établir dans une chapelle.
Cette chapelle fut par la suite trop petite et, tombant en ruines, elle fut reconstruite et transformée en église par Odon le Fauconnier. Les os du saint furent relevés et on les déposa au-dessus de l'autel dans une châsse d'argent enrichie de pierres précieuses et soutenue par deux anges. Adalard, de la lignée des comtes d'Autun, fit pour la circonstance de riches donations à la nouvelle église qui fut placée sous le vocable de Saint-Pierre et Saint-Merry. L'abbaye de Champeaux, illustrée autrefois par sa présence, reçut une partie de ses reliques ; l'abbaye de Saint-Martin d'Autun fonda une messe solennelle en son honneur. Resté seul, Frodulphe rentra à Saint-Martin.

## Titre
Abbé de Saint-Martin d'Autun, après Héroald. Son successeur sera Frodulphe.

## Iconographie
- 1640 : par Simon Vouet (1590-1649), Saint-Merry délivrant des prisonniers, église Saint-Merry à Paris.